# Ка Кантеле (Венеција)
Ка Кантеле (итал. Ca' Cantele) је насеље у Италији у округу Венеција, региону Венето.
Према процени из 2011. у насељу је живело 17 становника. Насеље се налази на надморској висини од 4 м.